# کایتو اومومو
کایتو اومومو (ژاپنی: 大桃 海斗؛ زادهٔ ۲۸ اکتبر ۱۹۹۷) یک بازیکن فوتبال اهل ژاپن است.
از باشگاه‌هایی که در آن بازی کرده‌است می‌توان به باشگاه فوتبال ناگانو پارسیرو اشاره کرد.